# Amiga Walker
Az Amiga Walker (röviden: Walker), melyet olykor tévesen Mind Walker-nek is hívnak, egy Amiga prototípus, melyet már a Commodore International 1995-ös csődje után és a rákövetkező évben szintén csődbe ment Escom irányítása alatt jelentettek be 1996 áprilisában. Az Escom külön leányvállalatot, az Amiga Technologies-t alapított és ez a cég tekinthető a prototípus fejlesztőjének.
A Walkert az Amiga 1200 felváltására szánták és a tervek szerint gyorsabb CPU-t, jobb bővítési lehetőségeket és beépített CD-ROM-ot kapott volna. Az Escom és vele együtt az Amiga Technologies csődje miatt mindössze két prototípus készült el.
Sajátos konstrukcióban, ház nélkül is tervezték árusítani, hogy a felhasználók akár egy standard PC házba is bele tudják építeni. Többféle méretű lehetséges ház-design létezett, azonban a fejlesztő által favorizált formabontóan merész ház gyenge fogadtatásban részesült. Hasonlították Darth Vader sisakjához, vagy Doctor Who elektromos kutyájához, K9-hez.

## Műszaki specifikáció
A gép teljes műszaki specifikációja alább olvasható:
| Egység                 | Kiépítés, paraméterek |
| ---------------------- | --- |
| Processzor             | 68EC030 40 MHz, FPU bővítő hely |
| Memória                | 1 SIMM foglalat, 128 MB-ig bővíthető; alap kiépítettség: 2 MB Chip RAM + 4 MB Fast RAM. |
| ROM                    | Kickstart 3.2 (v43) 32-bit, 1 MB ROM |
| Chipset                | AGA custom (egyedi) chip; Paula chip - hang-, hagyományos floppy vezérlő és soros portok; Tony (új) custom chip - új floppy formátum és bővítőport támogatása; Standard multicontroller I/O chip; 2 db 8520-es tokozású CIA (Complex Interface Adapter).                                                 |
| Háttértár              | Ismeretlen méretű HDD (vélhetően 500 MB+); 4x IDE CD-ROM; HD floppy meghajtó. |
| Hátsó I/O csatlakozók  | 23-pin RGB video output; RF output és kompozit; RCA/Phono video output; 2 RCA/Phono audio output jack; Kiterjesztett párhuzamos port (EPP); Standard CIA vezérelt párhuzamos port; Nagy sebességű soros port; Standard Paula/CIA soros port; Gyors HD floppy vezérlő; Standard Paula/CIA floppy vezérlő. |
| Elülső I/O csatlakozók | 2 botkormány/egér csatlakozó; 1 AT-szabványos billentyűzet port. |
| Belső I/O csatlakozók  | Bővített IDE (EIDE/ATA-2) interfész, max. 4 meghajtót támogatva. |
| Bővítőhelyek           | Egy sorban két aljzat (slot) későbbi grafikus-, vagy gyorsítókártyáknak. |
| Egyebek                | Real time clock; 4-rétegű nyomtatott áramkör; PCMCIA aljzat a prototípusban, mely nem biztos, hogy része lett volna a kiadott változatnak. |

## Fordítás
- Ez a szócikk részben vagy egészben  az   Amiga Walker című angol Wikipédia-szócikk fordításán alapul.  Az eredeti cikk szerkesztőit annak laptörténete sorolja fel. Ez a jelzés csupán a megfogalmazás eredetét és a szerzői jogokat jelzi, nem szolgál a cikkben szereplő információk forrásmegjelöléseként.